# Dauresia alliariifolia
Dauresia alliariifolia là một loài thực vật có hoa trong họ Cúc. Loài này được (O.Hoffm.) B.Nord. & Pelser mô tả khoa học đầu tiên năm 2005.